# نترس ۳
بی باک ۳ (به هندی: Dabangg 3) یا دبنگ ۳ فیلمی محصول سال ۲۰۱۹ و به کارگردانی پرابو دوا است. در این فیلم بازیگرانی همچون سلمان خان، سوناکشی سینها، سودیپ، ارباز خان، ماهی گل، تینو آناند، نیکیتین دیر، سرفراز خان، ماهش مانجرکار ایفای نقش کرده‌اند.